# 藤里峡

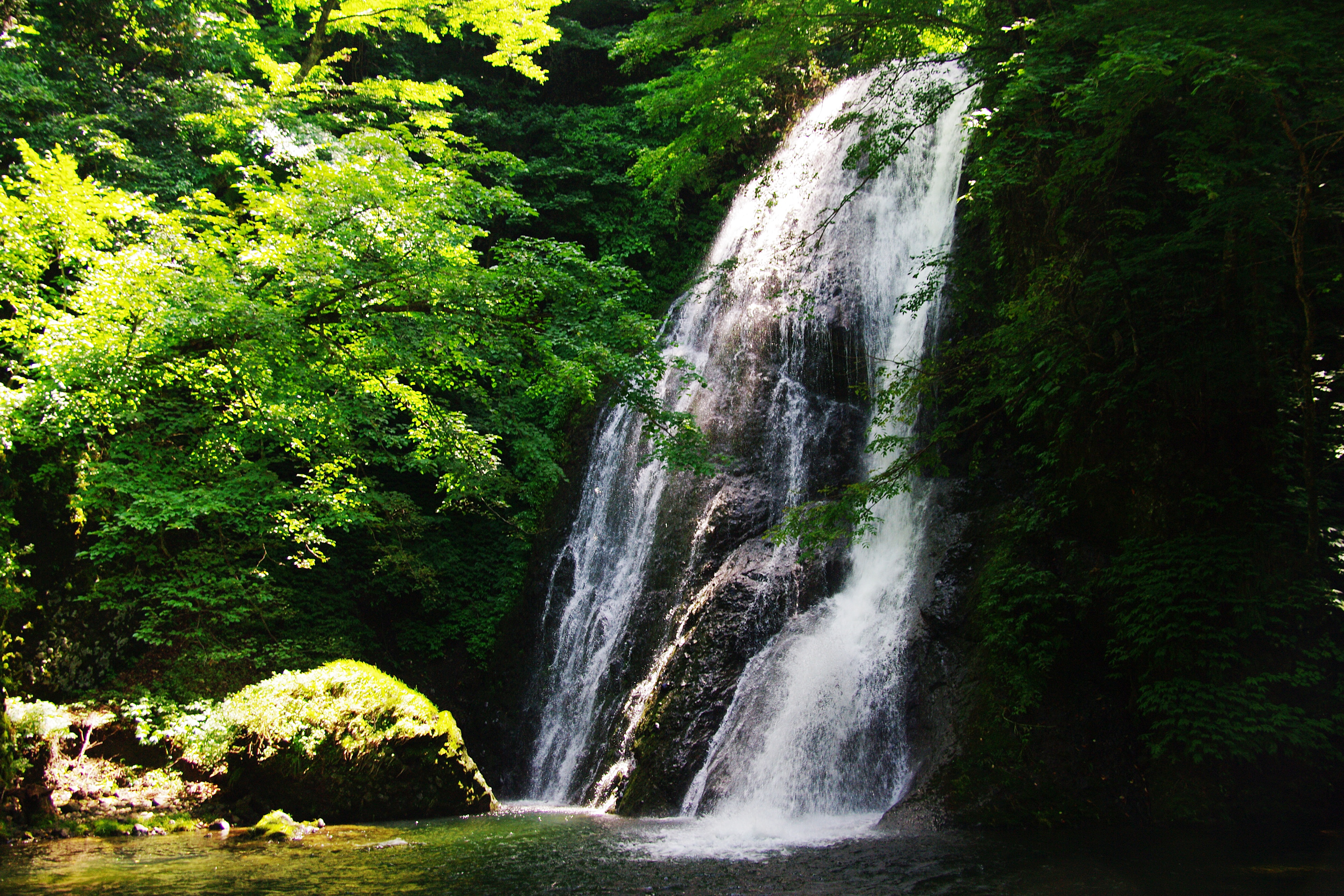
峨瓏の滝（2009年8月）

藤里峡（ふじさときょう）は秋田県藤里町に位置する渓谷。秋田白神県立自然公園に含まれる。

## 概要
米代川支流、藤琴川の太良峡（だいらきょう）、峨瓏峡（がろうきょう）、そして粕毛川上流の素波里峡（すばりきょう）の総称であり、白神山地に水源があり、秋田白神県立自然公園に含まれる（以前はきみまち阪藤里峡県立自然公園の範疇であった）。
渓谷として一番見所が多いのは太良峡で、無数の甌穴群が見られる。また、位牌岩、仁王岩、不動岩などの奇岩、一通り滝、犬戻し渓谷などの瀑布、深淵が連続し、自然が最も残る。太良峡付近には青森県道・秋田県道317号西目屋二ツ井線が通っている。
一方、素波里峡もかつては変化に富んだ渓谷美を誇ったが、素波里ダム建設の際に姿を消した。素波里湖までは秋田県道322号きみまち阪公園素波里湖線が通っていて、湖畔には国民休養地、キャンプ場などが設けられ、観光拠点になっている。峨瓏峡は藤琴川支流に当たり、3つの中で最も距離が短いが、親水公園が設けられている。

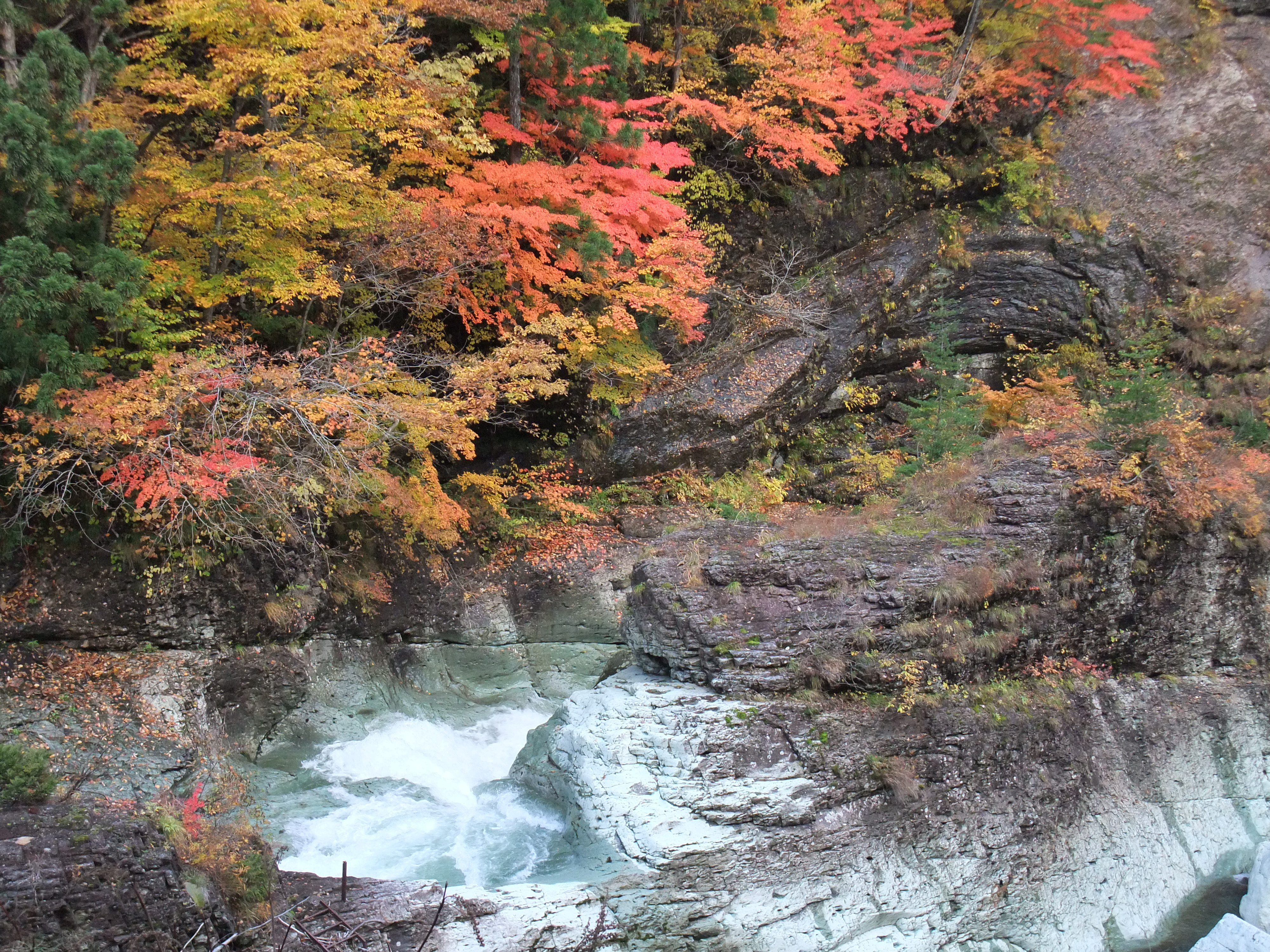
紅葉の太良峡谷
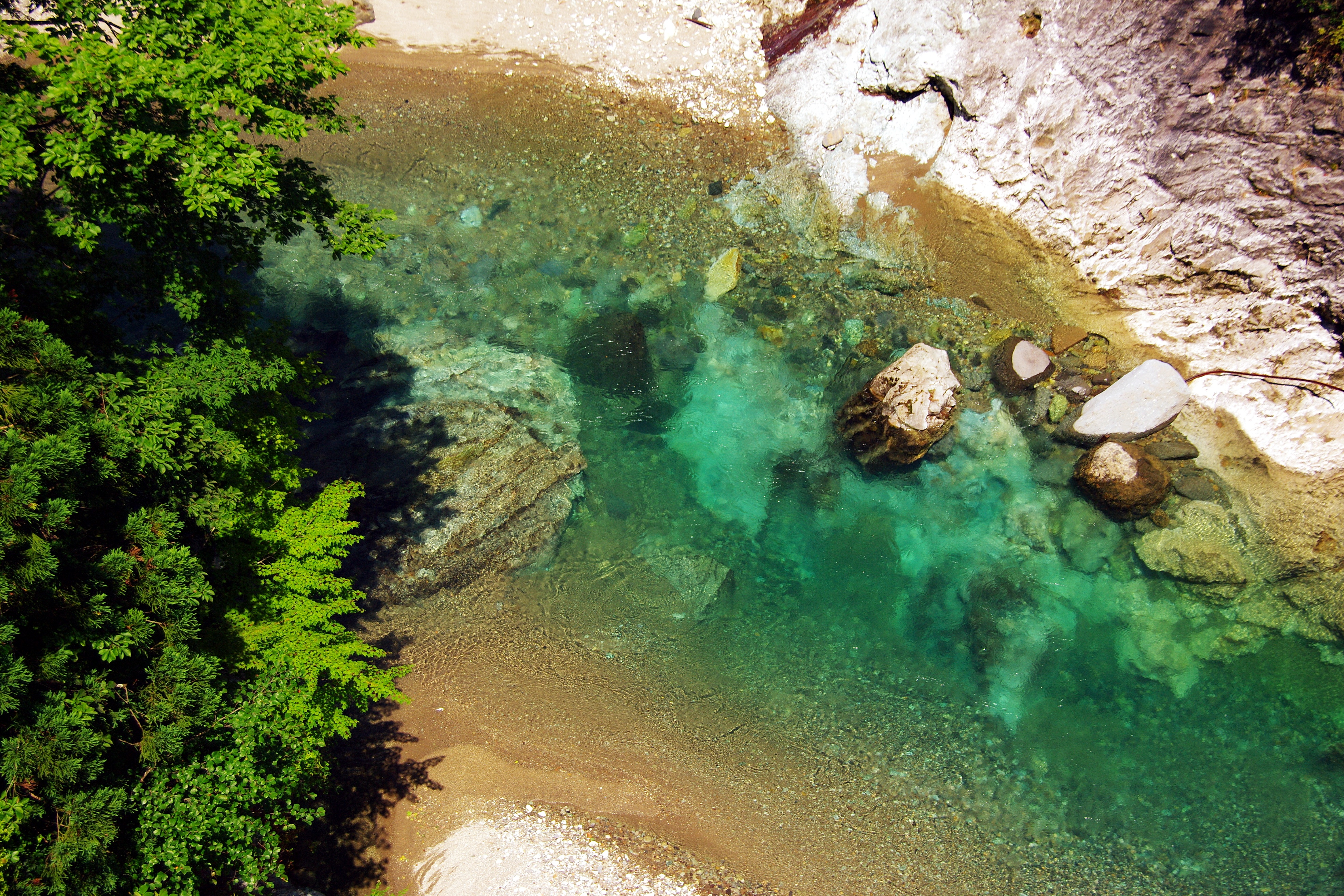
太良峡の流れ
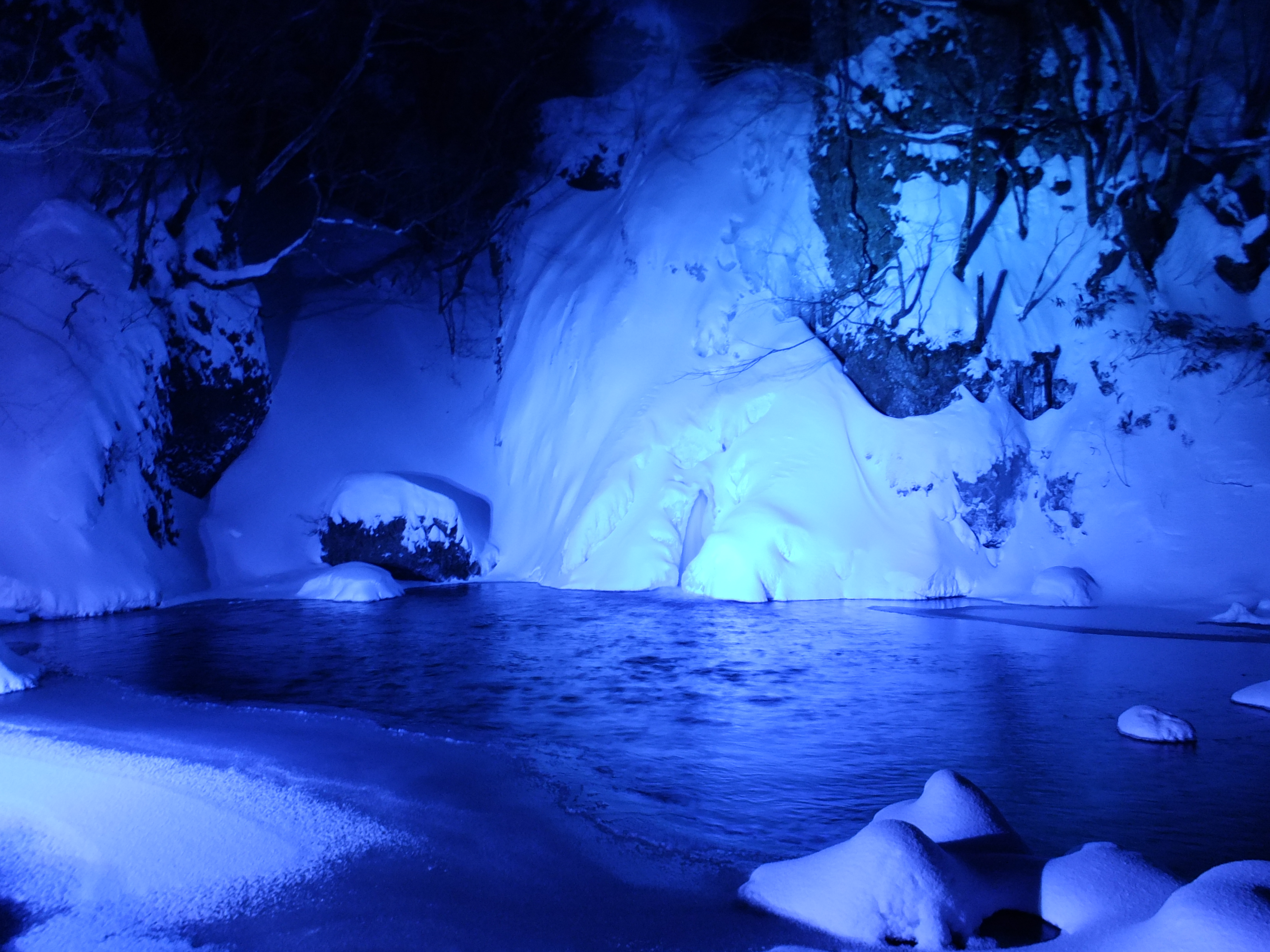
冬季にライトアップされた峨瓏の滝
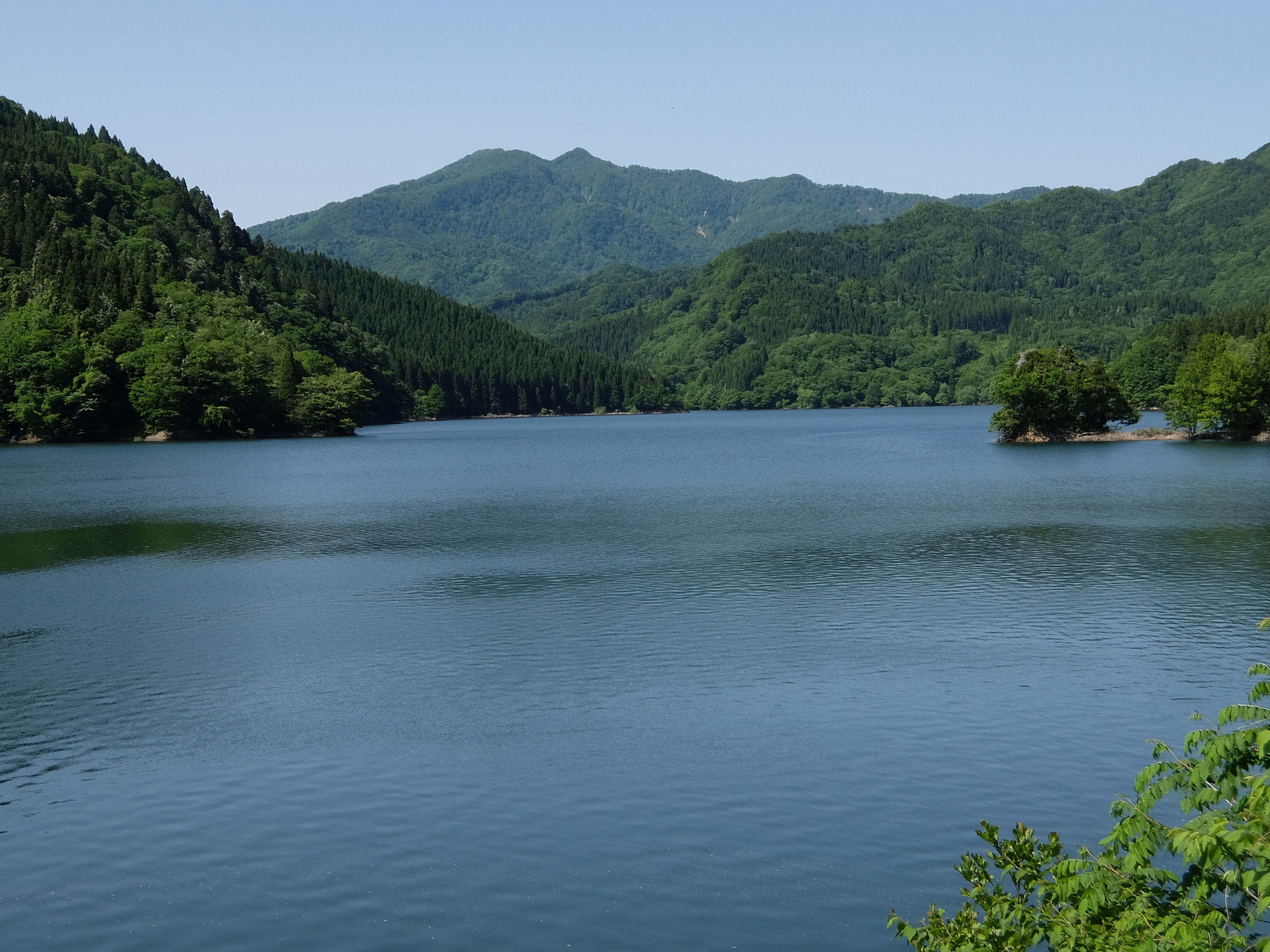
素波里峡 素波里湖と藤里駒ヶ岳